# Guillaume Gouffier

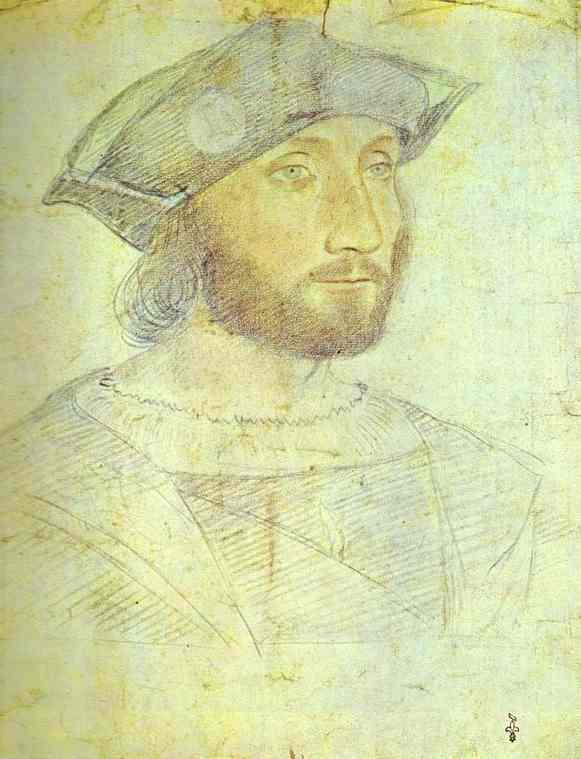
Guillaume Gouffier, senhor de Bonnivet, pintado por Jean Clouet (c. 1516). Bonnivet comandou várias tropas francesas durante a Guerra Italiana de 1521-1526.

Guillaume Gouffier, senhor de Bonnivet (c. 1488 – 24 de Fevereiro de 1525) foi um militar francês.

## Biografia
Irmão mais jovem de Artus Gouffier, senhor de Boisy e tutor de Francisco I da França, Bonnivet cresceu ao lado deste, e quando o jovem rei ascendeu ao trono, tornou-se um dos mais poderosos de seus favoritos.
Em 1515 foi feito almirante da França (Amiral de France). Na eleição imperial de 1519, ele superintendeu a candidatura de Francisco, e gastou grandes somas de dinheiro no esforço para angariar votos, sem obter sucesso. Implacável inimigo de Carlos III de Bourbon, contribuiu para sua queda. No comando do exército de Navarra, em 1521, ocupou Fuenterrabia e foi provavelmente responsável pela renovação das hostilidades que resultaram na não restauração deste reino.
Bonnivet sucedeu a Odet de Foix, Visconde de Lautrec, em 1523, como chefe do exército italiano e invadiu o Milanesado, mas foi derrotado, sendo forçado a uma retirada desastrosa na qual pereceu Pierre Terrail, senhor de Bayard. Foi depois um dos principais comandantes do exército que Francisco I conduziu até a Itália em fins de 1524, e morreu na Batalha de Pavia.
Pierre de Bourdeille, senhor de Brantôme, declarou que a Batalha de Pavia foi instigada por Bonnivet e que, vendo o desastre que havia causado, buscara uma morte heróica deliberadamente. Apesar dos seus fracassos como general e diplomata, sua aparência bondosa e brilhante inteligência, conseguiu permanecer na intimidade e confiança do rei. Teve um estilo de vida licencioso. De acordo ainda com Brantôme, foi um próspero rival do rei nos favores da Madame de Châteautriant, Françoise de Foix e se, como se acredita, ele foi realmente o herói descrito na quarta história do Heptamerão, Marguerite d'Angoulême foi também por ele cortejada.
A correspondência de Bonnivet pode ser achada na Bibliothèque Nationale, Paris; os trabalhos completos de Brantôme, vol. III., são outra fonte primária. 

## Referência
- Este artigo incorpora texto  (em inglês) da Encyclopædia Britannica (11.ª edição), publicação em domínio público.